# 多佛布拉夫 (喬治亞州)
多佛布拉夫（英語：Dover Bluff）是位於美國喬治亞州康登縣的一個非建制地區。該地的面積和人口皆未知。

## 地理
多佛布拉夫的座標為31°01′02″N 81°31′37″W / 31.01722°N 81.52694°W，而該地的平均海拔高度為3米（即10英尺）。